# Ger (Pirenei Atlantici)
Ger è un comune francese di 2 008 abitanti situato nel dipartimento dei Pirenei Atlantici nella regione della Nuova Aquitania.

## Società

### Evoluzione demografica
Abitanti censiti